# Madame Bovary (film, 1949)
Madame Bovary är en amerikansk film från 1949.

## Handling
Filmen inleds med att författaren Gustave Flaubert står inför rätta för att ha sårat tukt och sedlighet med sin omoraliska roman om Madame Bovary. Författaren försvarar sig med att han egentligen skrivit en moralisk roman. Sen får vi se Emma Bovarys liv. Emma drömmer om romantisk kärlek, som hon läst om i böckerna. Hon drömmer också om ett liv i lyx. Hennes snälle men tråkige make kan inte ge henne det. För att få det hon vill ha måste Emma vara otrogen och skuldsätta sig.

## Om filmen
I regi av Vincente Minnelli. Filmen hade svensk premiär den 23 januari 1950. Svenske Alf Kjellin är med i en mindre roll.
Jennifer Jones hade kontrakt med David O. Selznicks filmbolag, men han gick med på att låna ut både henne och Louis Jordan till MGM. Under arbetet med filmen överöste han både regissören och producenten med 'goda råd' på vad de skulle tänka på.
Den bygger på romanen Madame Bovary från 1857 av Gustave Flaubert.

## Rollista (urval)
- Emma Bovary - Jennifer Jones
- Charles Bovary - Van Heflin
- Gustave Flaubert - James Mason
- Rodolphe Boulanger - Louis Jourdan
- Leon Dupuis - Alf Kjellin